# Daffy Duck/Filmografie
Dies ist eine Liste der verschiedenen Daffy-Duck-Zeichentrickfilme.

## Kurzfilme
Insgesamt sind 147 Kurzfilme mit Daffy Duck gelistet. Davon wurden 131 von 1937 bis 1968 im goldenen Zeitalter des US-amerikanischen Zeichentrickfilms veröffentlicht, drei Kurzauftritte mit eingeschlossen. Nach dem goldenen Zeitalter des US-amerikanischen Zeichentrickfilms wurden weitere 16 Kurzfilme mit Daffy Duck produziert, von denen sechs innerhalb vierer Fernsehspecials erschienen und zwei 3D-Animationsfilme sind.
| Erstausstrahlung (USA)         | Deutscher Titel                                | Originaltitel                                    | Bekannte Charaktere | LT/MM   | Regie                                                        | Anmerkungen |
| ------------------------------ | ---------------------------------------------- | ------------------------------------------------ | --- | ------- | ------------------------------------------------------------ | --- |
| 17. Apr. 1937                  | –                                              | Porky’s Duck Hunt                                | Schweinchen Dick | LT      | Tex Avery                                                    | s/w – 1968 und 1990 koloriert |
| 1. Jan. 1938 (20. Apr. 1946*)  | Daffy Duck und Eierkopf                        | Daffy Duck & Egghead/ Daffy Duck and Egghead*    | Egghead | MM*     | Tex Avery                                                    | |
| 26. Feb. 1938                  | –                                              | What Price Porky                                 | Schweinchen Dick | LT      | Robert Clampett                                              | s/w – 1968 und 1995 koloriert |
| 6. Aug. 1938                   | Schweinchen Dick und Daffy                     | Porky & Daffy                                    | Schweinchen Dick | LT      | Robert Clampett                                              | s/w – 1968 und 1990 koloriert |
| 26. Nov. 1938                  | –                                              | The Daffy Doc                                    | Schweinchen Dick | LT      | Robert Clampett                                              | s/w – 1968 und 1995 koloriert |
| 12. Dez. 1938                  | Daffy Duck in Hollywood                        | Daffy Duck in Hollywood                          | – | MM      | Tex Avery                                                    | mit Realszenen |
| 22. Apr. 1939                  | Daffy Duck und der Dinosaurier                 | Daffy Duck and the Dinosaur                      | – | MM      | Chuck Jones                                                  | dt. Alternativtitel: Daffy und der Dinosaurier; Holger der Hölenmensch (K); Dinos küßt man nicht (K)                                                  |
| 24. Juni 1939                  | –                                              | Scalp Trouble                                    | Schweinchen Dick, Kurzauftritt auf einem Bild: Petunia Pig | LT      | Robert Clampett                                              | Farb-Remake: Angriff im Fort (OT: Slightly Daffy, 1944); s/w – 1968 und 1995 koloriert                                                                |
| 5. Aug. 1939                   | –                                              | Wise Quacks                                      | Schweinchen Dick | LT      | Robert Clampett                                              | s/w – 1995 koloriert |
| 7. Okt. 1939                   | –                                              | Naughty Neighbors                                | Schweinchen Dick, Petunia Pig, Kurzauftritt: Proto-Bugs-Bunny | LT      | Robert Clampett                                              | s/w – 1968 und 1992 koloriert; Kurzauftritt |
| 6. Jan. 1940                   | –                                              | Porky’s Last Stand                               | Schweinchen Dick | LT      | Robert Clampett                                              | s/w – 1995 koloriert |
| 18. Mai 1940                   | Falsches Spiel mit Schweinchen Dick            | You Ought to Be in Pictures                      | Schweinchen Dick | LT      | Friz Freleng                                                 | Hugo-Award-Nominierung (1941); Realfilm/Animationsfilm; s/w – 1995 koloriert                                                                          |
| 7. Juni 1941                   | –                                              | A Coy Decoy                                      | Schweinchen Dick | LT      | Robert Clampett                                              | s/w – 1968 und 1990 koloriert |
| 30. Aug. 1941                  | Der Pantoffelheld (K)                          | The Henpecked Duck                               | Schweinchen Dick | LT      | Robert Clampett                                              | s/w – 1968 und 1992 koloriert; dt. Alternativtitel: Daffy Duck, der Pantoffelheld (K)                                                                 |
| 28. Feb. 1942                  | Conrad Ahoi!                                   | Conrad the Sailor                                | Conrad the Cat | MM      | Chuck Jones                                                  | |
| 2. Mai 1942                    | Schlotterente                                  | Daffy’s Southern Exposure                        | – | LT      | Norm McCabe                                                  | Farb-Remake: Die Ente, die den Braten roch (OT: Along Came Daffy, 1947); s/w – 1968 und 1992 koloriert; dt. Alternativtitel: Ein Winter im Norden (K) |
| 5. Sep. 1942                   | Ein ungeduldiger Patient (K)                   | The Impatient Patient                            | Dr. Jekyll | LT      | Norm McCabe                                                  | s/w – 1968 und 1992 koloriert; dt. Alternativtitel: Der unruhige Patient (K)                                                                          |
| 24. Okt. 1942                  | Daffys kleine Squaw                            | The Daffy Duckaroo                               | – | LT      | Norm McCabe                                                  | s/w – 1968 und 1990 koloriert; dt. Alternativtitel: Im Wilden Westen (K); Im wilden Westen (K)                                                        |
| 5. Dez. 1942 (28. Jan. 1950*)  | Porky macht Camping                            | My Favorite Duck                                 | Schweinchen Dick | LT, MM* | Chuck Jones                                                  | |
| 6. Mär. 1943                   | Ring frei für Daffy Duck                       | To Duck.... or Not to Duck                       | Elmer Fudd, Laramore (Proto-Charlie-Dog) | LT      | Chuck Jones                                                  | dt. Alternativtitel: Untertauchen oder nicht (K); Ente oder nicht Ente (K)                                                                            |
| 1. Mai 1943                    | Tanz am Rande des Kochtopfs                    | The Wise Quacking Duck                           | – | LT      | Robert Clampett                                              | |
| 5. Juni 1943                   | Yankee Doodle Daffy                            | Yankee Doodle Daffy                              | Schweinchen Dick, Kurzauftritt auf einem Bild: Bugs Bunny | LT      | Friz Freleng                                                 | dt. Alternativtitel: Manager Daffy |
| 17. Juli 1943                  | Schweinchen im Hotel                           | Porky Pig’s Feat                                 | Schweinchen Dick, Kurzauftritt: Bugs Bunny | LT      | Frank Tashlin                                                | s/w – 1968 und 1990 koloriert |
| 21. Aug. 1943                  | –                                              | Scrap Happy Daffy                                | Hitler | LT      | Frank Tashlin                                                | s/w – 1995 koloriert |
| 18. Sep. 1943                  | Wunderliche Walzerträume                       | A Corny Concerto                                 | Schweinchen Dick, Bugs Bunny, Elmer Fudd | MM      | Robert Clampett                                              | dt. Alternativtitel: Bugs Bunny – Merkwürdiges Konzert (K); Cornys Konzert (K); Konzert mit Hindernissen (K)                                          |
| 20. Nov. 1943                  | Das Daffy Kommando (K)                         | Daffy – The Commando                             | Hitler | LT      | Friz Freleng                                                 | Propagandafilm |
| 12. Feb. 1944                  | Tom Turk und Daffy                             | Tom Turk and Daffy                               | Schweinchen Dick | LT      | Chuck Jones                                                  | |
| 8. Apr. 1944 (3. Juni 1950*)   | Aufstehen ist schwer                           | Tick Tock Tuckered                               | Schweinchen Dick | LT, MM* | Robert Clampett                                              | Farb-Remake von Porky’s Badtime Story (1937) |
| 27. Mai 1944 (6. Jan. 1951*)   | Alle meine Entchen                             | Duck Soup to Nuts                                | Schweinchen Dick | LT, MM* | Friz Freleng                                                 | dt. Alternativtitel: Hereingelegt |
| 17. Juni 1944 (14. Okt. 1950*) | Angriff im Fort                                | Slightly Daffy                                   | Schweinchen Dick | MM*     | Friz Freleng                                                 | Farb-Remake von Scalp Trouble (1939) |
| 16. Sep. 1944                  | –                                              | Plane Daffy                                      | Mata Hari, Goebbels, Göring, Hitler | LT      | Frank Tashlin                                                | Propagandafilm |
| 25. Nov. 1944 (1. Sep. 1951*)  | Amor schießt vorbei                            | The Stupid Cupid                                 | Elmer Fudd | LT, MM* | Frank Tashlin                                                | |
| 27. Jan. 1945                  | Drückeberger Daffy                             | Draftee Daffy                                    | – | LT      | Robert Clampett                                              | Propagandafilm; dt. Alternativtitel: Onkel Sam braucht dich, Daffy!                                                                                   |
| 19. Mai 1945 (2. Mai 1953*)    | Wenn die Enten Trauer tragen                   | Ain’t That Ducky                                 | – | LT, MM* | Friz Freleng                                                 | |
| 1. Dez. 1945                   | Entenplage                                     | Nasty Quacks                                     | Kurzauftritt: Proto-Melissa-Duck | MM      | Frank Tashlin                                                | |
| 5. Jan. 1946 (19. Mai 1951*)   | Buchbesprechung                                | Book Revue/ Book Review*                         | Böser Wolf, Rotkäppchen, verschiedene | LT, MM* | Robert Clampett                                              | dt. Alternativtitel: Die Bücherparade |
| 16. Mär. 1946 (14. Juni 1952*) | Da brat mir einer einen Storch                 | Baby Bottleneck                                  | Schweinchen Dick, Betrunkener Storch, Kurzauftritt: Tweety | LT, MM* | Robert Clampett                                              | dt. Alternativtitel: Baby Engpass; Baby-Engpass; Baby-Engpaß                                                                                          |
| 6. Apr. 1946 (11. Okt 1952*)   | Der Fanatiker                                  | Daffy Doodles                                    | Schweinchen Dick, Kurzauftritt auf einem Bild: Bugs Bunny | LT, MM* | Robert McKimson                                              | |
| 22. Juni 1946                  | Hollywood Daffy                                | Hollywood Daffy                                  | verschiedene | MM      | Friz Freleng                                                 | Fortsetzung von Daffy Duck in Hollywood (1938) |
| 20. Juli 1946                  | Der große Sparschweinraub                      | The Great Piggy Bank Robbery                     | Kurzauftritt: Schweinchen Dick | LT      | Robert Clampett                                              | dt. Alternativtitel: Der grosse Sparschweinchenraub                                                                                                   |
| 12. Apr. 1947 (7. Nov. 1953*)  | Entendämmerung                                 | The Birth of a Notion/ Birth of a Notion*        | Dr. Lorre | LT, MM* | Robert Clampett (geplant) & Robert McKimson (fertiggestellt) | |
| 14. Juni 1947 (24. Juli 1954*) | Die Ente, die den Braten roch                  | Along Came Daffy                                 | Yosemite Sam | LT, MM* | Friz Freleng                                                 | Farb-Remake von Schlotterente (OT: Daffy’s Southern Exposure, 1942); ähnelt dem Cartoon Hula Hula Hase (OT: Wackiki Wabbit, 1943)                     |
| 2. Aug. 1947                   | Halt den Schnabel, Daffy!                      | A Pest in the House                              | Elmer Fudd | MM      | Chuck Jones                                                  | |
| 29. Nov. 1947                  | Daffy Ole                                      | Mexican Joyride                                  | – | LT      | Arthur Davis                                                 | |
| 14. Feb. 1948                  | Auf Enten schießt man nicht                    | What Makes Daffy Duck                            | Elmer Fudd | LT      | Arthur Davis                                                 | |
| 6. Mär. 1948                   | Ein Zimmer mit Daffy                           | Daffy Duck Slept Here                            | Schweinchen Dick | MM      | Robert McKimson                                              | dt. Alternativtitel: Schweinchen Dicks schlaflose Nacht (Dux); Schlaf, Entchen, Schlaf!                                                               |
| 3. Juli 1948                   | Babysitter Daffy                               | The Up-Standing Sitter                           | – | LT      | Robert McKimson                                              | dt. Alternativtitel: Der tapfere Babysitter; Viel Quack um nichts (K)                                                                                 |
| 7. Aug. 1948 (26. Feb. 1955*)  | –                                              | You Were Never Duckier                           | Henery Hawk, George K. Chickenhawk | MM*     | Chuck Jones                                                  | |
| 30. Okt. 1948 (18. Aug. 1956*) | Daffy Dilly                                    | Daffy Dilly                                      | – | MM*     | Chuck Jones                                                  | |
| 20. Nov. 1948                  | –                                              | The Stupor Salesman                              | – | LT      | Arthur Davis                                                 | |
| 27. Nov. 1948                  | –                                              | Riff Raffy Daffy                                 | Schweinchen Dick | LT      | Arthur Davis                                                 | |
| 1. Jan. 1949 (1958–59*)        | –                                              | Wise Quackers                                    | Elmer Fudd | LT, MM* | Friz Freleng                                                 | |
| 22. Jan. 1949                  | Festtagsbraten                                 | Holiday for Drumsticks                           | – | MM      | Arthur Davis                                                 | |
| 26. Mär. 1949 (17. Nov. 1956*) | Enten-Jäger-Latein                             | Daffy Duck Hunt                                  | Schweinchen Dick, Barnyard Dawg | LT, MM* | Robert McKimson                                              | dt. Alternativtitel: Jagdsaison; Entenjägerlatein |
| 28. Jan. 1950 (1958–59*)       | Wie du mir, so ich dir                         | Boobs in the Woods                               | Schweinchen Dick | LT, MM* | Robert McKimson                                              | dt. Alternativtitel: Wie Du mir, so ich Dir! |
| 4. Mär. 1950 (1957–58*)        | Das scharlachrote Pumpernickel                 | The Scarlet Pumpernickel                         | Schweinchen Dick, Sylvester, Melissa Duck, Kurzauftritte: Elmer Fudd, Henery Hawk, Mama Bär | LT, MM* | Chuck Jones                                                  | dt. Alternativtitel: Der Scharlachrote Pumpernickel                                                                                                   |
| 20. Mai 1950 (1957–58*)        | –                                              | His Bitter Half                                  | – | MM*     | Friz Freleng                                                 | |
| 5. Aug. 1950 (1958–59*)        | Ach, du dickes Ei!                             | Golden Yeggs                                     | Schweinchen Dick, Rocky | MM*     | Friz Freleng                                                 | nicht zu verwechseln mit Ach du dickes Ei aus demselben Jahr (OT: An Egg Scramble); dt. Alternativtitel: Ach du dickes Ei!; Ach du dickes Ei          |
| 2. Sep. 1950 (1959–60*)        | Das Entenquiz                                  | The Ducksters                                    | Schweinchen Dick | LT, MM* | Chuck Jones                                                  | |
| 19. Mai 1951 (1960–61*)        | Die Jagdsaison ist eröffnet                    | Rabbit Fire                                      | Bugs Bunny, Elmer Fudd | LT, MM* | Chuck Jones                                                  | 1. Teil der Jagd-Trilogie |
| 17. Nov. 1951 (1959–60*)       | Quakende Colts                                 | Drip-Along Daffy                                 | Schweinchen Dick, Nasty Canasta | MM*     | Chuck Jones                                                  | dt. Alternativtitel: Sheriff Daffy |
| 22. Dez. 1951 (1959–60*)       | –                                              | The Prize Pest                                   | Schweinchen Dick | LT, MM* | Robert McKimson                                              | |
| 1. Mär. 1952 (1960–61*)        | –                                              | Thumb Fun                                        | Schweinchen Dick | LT, MM* | Robert McKimson                                              | |
| 5. Juli 1952 (1960–61*)        | –                                              | Cracked Quack                                    | Schweinchen Dick | MM*     | Friz Freleng                                                 | |
| 20. Sep. 1952                  | Waidmanns Heil                                 | Rabbit Seasoning                                 | Bugs Bunny, Elmer Fudd | MM      | Chuck Jones                                                  | 2. Teil der Jagd-Trilogie; nicht zu verwechseln mit Waldmannsheil aus dem Jahr 1967 (OT: Quacker Tracker)                                             |
| 1. Nov. 1952                   | –                                              | The Super Snooper                                | – | LT      | Robert McKimson                                              | |
| 13. Dez. 1952 (1961–62*)       | Gut versichert                                 | Fool Coverage                                    | Schweinchen Dick | LT, MM* | Robert McKimson                                              | |
| 28. Feb. 1953                  | Entnervte Ente                                 | Duck Amuck                                       | Kurzauftritt: Bugs Bunny | MM      | Chuck Jones                                                  | Eintrag in der National Film Registry (1999); dt. Alternativtitel: Zeichenstreiche                                                                    |
| 18. Apr. 1953 (1959–64*)       | Muskelprotz                                    | Muscle Tussle                                    | Melissa Duck | MM*     | Robert McKimson                                              | |
| 25. Juli 1953                  | Astro-Daffy                                    | Duck Dodgers in the 24½th Century                | Schweinchen Dick, Marvin der Marsmensch | MM      | Chuck Jones                                                  | Hugo-Award-Nominierung (1954); dt. Alternativtitel: Astro-Duffy                                                                                       |
| 3. Okt. 1953                   | Duck dich, Duck!                               | Duck! Rabbit, Duck!                              | Bugs Bunny, Elmer Fudd | MM      | Chuck Jones                                                  | 3. Teil der Jagd-Trilogie; nicht zu verwechseln mit Daffy Duck dich! aus dem Jahr 1959 (OT: People Are Bunny)                                         |
| 27. Mär. 1954 (1959–64*)       | Mit List und Tücke                             | Design for Leaving                               | Elmer Fudd | LT, MM* | Robert McKimson                                              | |
| 30. Okt. 1954 (19. Juli 1969*) | –                                              | Quack Shot                                       | Elmer Fudd | MM*     | Robert McKimson                                              | letzte Blue-Ribbon-Veröffentlichung |
| 27. Nov. 1954                  | –                                              | My Little Duckaroo                               | Schweinchen Dick, Nasty Canasta | MM      | Chuck Jones                                                  | |
| 12. Feb. 1955                  | Wettlauf in die Wolken                         | Beanstalk Bunny                                  | Bugs Bunny, Elmer Fudd | MM      | Chuck Jones                                                  | |
| 26. Feb. 1955                  | Das Storchenei                                 | Stork Naked                                      | Betrunkener Storch | MM      | Friz Freleng                                                 | |
| 26. Mär. 1955                  | Bugs Bunny ist der Größte (S8)                 | Sahara Hare                                      | Bugs Bunny, Yosemite Sam | LT      | Friz Freleng                                                 | Kurzauftritt |
| 9. Juli 1955                   | –                                              | This Is a Life?                                  | Bugs Bunny, Elmer Fudd, Yosemite Sam, Granny | MM      | Friz Freleng                                                 | |
| 3. Sep. 1955                   | Schweinchen Dick im Grand Hotel (Dux)          | Dime to Retire                                   | Schweinchen Dick | LT      | Robert McKimson                                              | |
| 18. Feb. 1956 (1963–64*)       | Große Spaßmacher                               | The High and the Flighty                         | Foghorn Leghorn, Barnyard Dawg | MM*     | Robert McKimson                                              | dt. Alternativtitel: Buddelente |
| 10. Mär. 1956                  | Raumpatrouille                                 | Rocket Squad                                     | Schweinchen Dick | MM      | Chuck Jones                                                  | dt. Alternativtitel: Das Raketen-Team |
| 7. Juli 1956                   | Superente                                      | Stupor Duck                                      | – | LT      | Robert McKimson                                              | |
| 15. Sep. 1956                  | –                                              | A Star Is Bored                                  | Bugs Bunny, Elmer Fudd, Yosemite Sam | LT      | Friz Freleng                                                 | |
| 29. Sep. 1956                  | Dorlock Holmes und Mister Watkins              | Deduce, You Say                                  | Schweinchen Dick | LT      | Chuck Jones                                                  | dt. Alternativtitel: Dorlock Holmes und Mr. Watkins; Schweinchen Dick der Meisterdetektiv (S8)                                                        |
| 9. Feb. 1957                   | Ali Baba Bunny                                 | Ali Baba Bunny                                   | Bugs Bunny | MM      | Chuck Jones                                                  | |
| 22. Juni 1957                  | Der Spezialauftrag                             | Boston Quackie                                   | Schweinchen Dick | LT      | Robert McKimson                                              | |
| 17. Aug. 1957                  | Die Belohnung                                  | Ducking the Devil                                | Taz | MM      | Robert McKimson                                              | dt. Alternativtitel: Wer anderen eine Grube gräbt… |
| 2. Nov. 1957                   | Einmal ein Star sein                           | Show Biz Bugs                                    | Bugs Bunny | LT      | Friz Freleng                                                 | dt. Alternativtitel: Die prominente Ente |
| 4. Jan. 1958                   | Entenschmaus                                   | Don’t Axe Me                                     | Elmer Fudd, Barnyard Dawg | MM      | Robert McKimson                                              | |
| 8. Mär. 1958                   | Robin Hood Daffy                               | Robin Hood Daffy                                 | Schweinchen Dick | MM      | Chuck Jones                                                  | dt. Alternativtitel: Die Ente Robin Hood |
| 14. Feb. 1959                  | China Jones                                    | China Jones                                      | Schweinchen Dick | LT      | Robert McKimson                                              | dt. Alternativtitel: Schweinchen Dick – Schwein müßte man sein (S8)                                                                                   |
| 18. Apr. 1959                  | Das Kuckucksei                                 | Apes of Wrath                                    | Bugs Bunny, Betrunkener Storch, Gruesome Gorilla | MM      | Friz Freleng                                                 | Remake von Absonderliche Affenliebe (OT: Gorilla My Dreams, 1948); Kurzauftritt                                                                       |
| 19. Dez. 1959                  | Daffy Duck dich!                               | People Are Bunny                                 | Bugs Bunny | MM      | Robert McKimson                                              | nicht zu verwechseln mit Duck dich, Duck! aus dem Jahr 1953 (OT: Duck! Rabbit, Duck!); dt. Alternativtitel: Daffy Duck + Bunny die Fernsehstars (S8)  |
| 1. Apr. 1960                   | Das Interview                                  | Person to Bunny                                  | Bugs Bunny, Elmer Fudd | MM      | Friz Freleng                                                 | |
| 20. Mai 1961                   | Der Schneehase                                 | The Abominable Snow Rabbit                       | Bugs Bunny, Hugo the Abominable Snowman | LT      | Chuck Jones Co-Regie: Maurice Noble                          | |
| 23. Sep. 1961                  | Daffys Saloon                                  | Daffy’s Inn Trouble                              | Schweinchen Dick | LT      | Robert McKimson                                              | dt. Alternativtitel: Konkurrenz belebt das Geschäft; mit Realszene                                                                                    |
| 31. Mär. 1962                  | Krokodilstränen                                | Quackodile Tears                                 | – | MM      | Arthur Davis                                                 | |
| 10. Nov. 1962                  | –                                              | Good Noose                                       | – | LT      | Robert McKimson                                              | |
| 9. Mär. 1963                   | Daffys schnelle Beute                          | Fast Buck Duck                                   | – | MM      | Robert McKimson Co-Regie: Ted Bonnicksen                     | |
| 6. Apr. 1963                   | Millionenspiel                                 | The Million Hare                                 | Bugs Bunny | LT      | Robert McKimson                                              | |
| 28. Sep. 1963                  | –                                              | Aqua Duck                                        | – | MM      | Robert McKimson                                              | |
| 16. Mai 1964                   | Kalte Ente                                     | The Iceman Ducketh                               | Bugs Bunny | LT      | Phil Monroe Co-Regie: Maurice Noble                          | |
| 16. Jan. 1965                  | –                                              | It’s Nice to Have a Mouse Around the House       | Speedy Gonzales, Sylvester, Granny | LT      | Friz Freleng Co-Regie: Hawley Pratt                          | |
| 27. Mär. 1965                  | –                                              | Moby Duck                                        | Speedy Gonzales | LT      | Robert McKimson                                              | Semi-Remake von Der Dosenkrieg (OT: Canned Feud, 1951) und Rabbitson Crusoe (1956)                                                                    |
| 24. Apr. 1965                  | Eiliges Kanonenrohr                            | Assault and Peppered                             | Speedy Gonzales | MM      | Robert McKimson                                              | dt. Alternativtitel: Eiliges Kanonen-Rohr; Heiliges Kanonenrohr; El Rancho Rio Daffy                                                                  |
| 22. Mai 1965                   | –                                              | Well Worn Daffy                                  | Speedy Gonzales | LT      | Robert McKimson                                              | |
| 26. Juni 1965                  | Die Entenjagd                                  | Suppressed Duck                                  | – | LT      | Robert McKimson                                              | |
| 24. Juli 1965                  | –                                              | Corn on the Cop                                  | Schweinchen Dick, Granny | MM      | Irv Spector                                                  | |
| 28. Aug. 1965                  | –                                              | Tease for Two                                    | Goofy Gophers | LT      | Robert McKimson                                              | |
| 23. Okt. 1965                  | –                                              | Chili Corn Corny                                 | Speedy Gonzales | LT      | Robert McKimson                                              | |
| 20. Nov. 1965                  | –                                              | Go Go Amigo                                      | Speedy Gonzales | MM      | Robert McKimson                                              | mit Realszene |
| 1. Jan. 1966                   | Die Weltraumente                               | The Astroduck                                    | Speedy Gonzales | LT      | Robert McKimson                                              | dt. Alternativtitel: Weltraumente; unzutreffender Alternativtitel: Die Weltraumenten                                                                  |
| 5. Feb. 1966                   | Von klugen Mäusen und dämlichen Enten          | Mucho Locos                                      | Speedy Gonzales, Kurzauftritt: Schweinchen Dick, Jose & Manuel (als Katzen) | MM      | Robert McKimson                                              | |
| 26. Feb. 1966                  | –                                              | Mexican Mousepiece                               | Speedy Gonzales | MM      | Robert McKimson                                              | |
| 26. Mär. 1966                  | Daffys Auftrag                                 | Daffy Rents                                      | Speedy Gonzales | LT      | Robert McKimson                                              | |
| 16. Apr. 1966                  | Das Hexenhaus                                  | A-Haunting We Will Go                            | Speedy Gonzales, Witch Hazel | LT      | Robert McKimson                                              | |
| 21. Mai 1966                   | –                                              | Snow Excuse                                      | Speedy Gonzales | MM      | Robert McKimson                                              | |
| 19. Juli 1966                  | Daffy Duck: „Ente“ gut – alles gut (S8)        | A Squeak in the Deep                             | Speedy Gonzales | LT      | Robert McKimson                                              | |
| 20. Aug. 1966                  | –                                              | Feather Finger                                   | Speedy Gonzales | MM      | Robert McKimson                                              | |
| 17. Sep. 1966                  | –                                              | Swing Ding Amigo                                 | Speedy Gonzales | LT      | Robert McKimson                                              | |
| 3. Dez. 1966                   | –                                              | A Taste of Catnip                                | Speedy Gonzales, Kurzauftritt: Sylvester | MM      | Robert McKimson                                              | |
| 21. Jan. 1967                  | –                                              | Daffy’s Diner                                    | Speedy Gonzales | MM      | Robert McKimson                                              | |
| 29. Apr. 1967                  | Waldmannsheil                                  | Quacker Tracker                                  | Speedy Gonzales | LT      | Rudy Larriva                                                 | nicht zu verwechseln mit Waidmanns Heil aus dem Jahr 1952 (OT: Rabbit Seasoning); dt. Alternativtitel: Waidmannsheil                                  |
| 27. Mai 1967                   | –                                              | The Music Mice-Tro                               | Speedy Gonzales | MM      | Rudy Larriva                                                 | |
| 24. Juni 1967                  | –                                              | The Spy Swatter                                  | Speedy Gonzales, Kurzauftritt: Sam Cat | LT      | Rudy Larriva                                                 | |
| 29. Juli 1967                  | –                                              | Speedy Ghost to Town                             | Speedy Gonzales | MM      | Alex Lovy                                                    | |
| 23. Sep. 1967                  | Daffy, der verhinderte Star                    | Rodent to Stardom                                | Speedy Gonzales | LT      | Alex Lovy                                                    | |
| 30. Sep. 1967                  | –                                              | Go Away Stowaway                                 | Speedy Gonzales | MM      | Alex Lovy                                                    | |
| 9. Dez. 1967                   | Fiesta Fiasco                                  | Fiesta Fiasco                                    | Speedy Gonzales | LT      | Alex Lovy                                                    | |
| 9. Mär. 1968                   | –                                              | Skyscraper Caper                                 | Speedy Gonzales | LT      | Alex Lovy                                                    | |
| 29. Juni 1968                  | –                                              | See Ya Later Gladiator                           | Speedy Gonzales, Nero | LT      | Alex Lovy                                                    | |
| 1. Apr. 1980                   | –                                              | The Yolks on You                                 | Foghorn Leghorn, Sylvester, Miss Prissy | MM      | Tony Benedict, Gerry Chiniquy, Arthur Davis & David Detiege  | Teil des Specials Daffy Duck’s Easter Egg-Citement |
| 1. Apr. 1980                   | –                                              | The Chocolate Chase                              | Speedy Gonzales | LT      | Friz Freleng                                                 | Teil des Specials Daffy Duck’s Easter Egg-Citement |
| 1. Apr. 1980                   | –                                              | Daffy Flies North                                | – | MM      | Tony Benedict, Gerry Chiniquy, Arthur Davis & David Detiege  | Teil des Specials Daffy Duck’s Easter Egg-Citement |
| 20. Nov. 1980                  | Die Rückkehr des Duck Dodgers                  | Duck Dodgers and the Return of the 24½th Century | Schweinchen Dick, Marvin der Marsmensch, Gossamer | MM      | Chuck Jones                                                  | Teil des Specials Daffy Duck’s Thanks-for-Giving Special                                                                                              |
| 20. Nov. 1987                  | –                                              | The Duxorcist                                    | Melissa Duck | LT      | Greg Ford & Terry Lennon                                     | |
| 23. Sep. 1988                  | Die Nacht der lebenden Ente                    | The Night of the Living Duck                     | – | MM      | Greg Ford & Terry Lennon                                     | |
| 11. Feb. 1991                  | Box Office Bunny                               | Box-Office Bunny                                 | Bugs Bunny, Elmer Fudd, Kurzauftritt: Jason Voorhees | LT      | Darrell Van Citters                                          | |
| 17. Apr. 1991                  | –                                              | The William Tell Overture                        | Schweinchen Dick | MM      | Dan Haskett                                                  | Teil des Specials Bugs Bunnys Katastrophen-Overtüre                                                                                                   |
| 25. Aug. 1992                  | –                                              | Invasion of the Bunny Snatchers                  | Bugs Bunny, Elmer Fudd, Yosemite Sam, Kurzauftritt: Schweinchen Dick | LT      | Greg Ford & Terry Lennon                                     | Teil des Specials Bugs Bunnys haarsträubende Geschichten                                                                                              |
| 25. Aug. 1995                  | Carrotblanca                                   | Carrotblanca                                     | Bugs Bunny, Penelope Pussycat, Pepé le Pew, Sylvester & Tweety, Yosemite Sam, Kurzauftritte: Barnyard Dawg, Beaky Buzzard, Elmer Fudd, Foghorn Leghorn, Gossamer, Granny, Miss Prissy, Mugsy, Pete Puma, Sam Sheepdog, Schweinchen Dick, Spike & Chester, The Crusher | LT      | Douglas McCarthy                                             | |
| 29. Juni 1996                  | Marvin der Marsmensch in der dritten Dimension | Marvin the Martian in the Third Dimension        | Marvin der Marsmensch, K-9, Instant Martians | LT      | Douglas McCarthy                                             | Freizeitpark-Attraktion in Warner Bros. Movie World; 3D-Animationsfilm                                                                                |
| 23. Aug. 1996                  | –                                              | Superior Duck                                    | Kurzauftritte: Foghorn Leghorn, Marvin der Marsmensch, Road Runner & Wile E. Coyote, Schweinchen Dick, Taz, Tweety, Superman | LT      | Chuck Jones                                                  | |
| 13. Juni 1997                  | (Pannen) Bunny!                                | (Blooper) Bunny!                                 | Bugs Bunny, Elmer Fudd, Yosemite Sam | MM      | Greg Ford & Terry Lennon                                     | bereits 1991 produziert; mit 3D-Szenen |
| 31. Mär. 2004                  | –                                              | Duck Dodgers in Attack of the Drones             | Kurzauftritt: Dr. Zoidberg, Instant Martian | LT      | Rich Moore                                                   | |
| 2. Nov. 2004                   | –                                              | Daffy Duck for President                         | Bugs Bunny | LT      | Spike Brandt & Tony Cervone                                  | |
| 10. Feb. 2012                  | –                                              | Daffy’s Rhapsody                                 | Elmer Fudd, Kurzauftritt: Bugs Bunny | LT      | Matthew O’Callaghan                                          | 3D-Animationsfilm; Festival-d’Animation-Annecy-Nominierung (2012)                                                                                     |

- LT steht für die Looney-Tunes-Reihe, MM steht für die Merrie-Melodies-Reihe.
- Mit einem Sternchen gekennzeichnete Filme sind als Blue-Ribbon-Versionen wiederveröffentlicht worden. Dadurch änderten sich Titel und einige Looney-Tunes-Cartoons wurden zu Merrie-Melodies-Cartoons.
- s/w steht für Schwarzweißfilm.
- S8 steht für Super-8-Titel.
- Dux steht für Dux-Kino-Titel.
- K steht für Titel von kleineren Labels.

## Kompilationsfilme
- 1979: Bugs Bunnys wilde, verwegene Jagd (The Bugs Bunny/Road-Runner Movie, mit Realszenen)
- 1981: Der total verrückte Bugs Bunny Film (The Looney, Looney, Looney Bugs Bunny Movie, mit Realszenen)
- 1982: Bugs Bunny – Märchen aus 1001 Nacht (Bugs Bunny’s 3rd Movie: 1001 Rabbit Tales)
- 1983: Daffy Ducks fantastische Insel (Daffy Duck’s Movie: Fantastic Island)
- 1988: Daffy Duck’s Quackbusters

## Fernsehserien
- 1972–1973: Schweinchen Dick (The Porky Pig Show, Kompilationsserie, 1964–1967)
- 1979: Die schnellste Maus von Mexiko (Kompilationsserie, neue Version: 22 Folgen)
- 1983: Mein Name ist Hase (Kompilationsserie)
- 1990–1992: Tiny Toon Abenteuer (Tiny Toon Adventures)
- 1991: Taz-Mania (1 Folge)
- 1992: The Plucky Duck Show (1 Folge)
- 1993–1994, 1997: Animaniacs (3 Folgen)
- 1998, 2002: Sylvester und Tweety (The Sylvester & Tweety Mysteries, 2 Folgen)
- 1998: Drew Carey Show (The Drew Carey Show, 1 Folge)
- 1999: Histeria! (1 Folge)
- 2002–2005: Baby Looney Tunes (53 Folgen)
- 2003–2005: Duck Dodgers
- 2005: Bugs Bunny und Looney Tunes (Kompilationsserie)
- 2011–2013: The Looney Tunes Show (52 Folgen)
- 2015–2019: Die neue Looney Tunes Show (New Looney Tunes, 76 Folgen)
- seit 2019: Looney Tunes Cartoons (51 Folgen)

## TV-Specials
Es erschienen zahlreiche Fernsehspecials, die großteils aus alten Kurzfilmen bestehen. Nur Daffy Duck and Porky Pig Meet the Groovie Goolies (1972), Bugs Bunnys Konzert der Tiere (1976), Bugs Bunny am Hofe König Arthurs (1978), Daffy Duck’s Easter Egg-Citement (1980) und Comic-Stars gegen Drogen (1990) sind originale Zeichentrickproduktionen. In Daffy Duck’s Thanks-for-Giving Special (1980) gab es einen neuen Duck-Dodgers-Kurzfilm zu sehen. Zwei weitere neue Kurzfilme mit Daffy Duck erschienen in den Specials Bugs Bunnys Katastrophen-Overtüre (1991) und Bugs Bunnys haarsträubende Geschichten (1992).
- 1972: Daffy Duck and Porky Pig Meet the Groovie Goolies (erste Fernsehproduktion, mit Realszenen)
- 1976: Bugs Bunnys Konzert der Tiere (Carnival of the Animals, mit Realszenen)
- 1977: Bugs Bunny’s Easter Special
- 1977: Bugs Bunny in Space
- 1977: Bugs Bunny’s Howl-oween Special
- 1978: How Bugs Bunny Won the West (mit Realszenen)
- 1978: Bugs Bunny am Hofe König Arthurs (A Connecticut Rabbit in King Arthur’s Court)
- 1979: Bugs Bunny’s Valentine
- 1979: The Bugs Bunny Mother’s Day Special
- 1980: Daffy Duck’s Easter Egg-Citement
- 1980: Daffy Duck’s Thanks-for-Giving Special
- 1982: Bugs Bunnys verrückte Fernsehwelt (Bugs Bunny’s Mad World of Television)
- 1988: Bugs Bunnys Hitparade (Bugs vs. Daffy: Battle of the Music Video Stars)
- 1989: Bugs Bunnys wilde Welt des Sports (Bugs Bunny’s Wild World of Sports)
- 1990: Comic-Stars gegen Drogen (Cartoon All-Stars to the Rescue)
- 1991: Bugs Bunnys Katastrophen-Overtüre (Bugs Bunny’s Overtures to Disaster)
- 1991: Bugs Bunnys Mondlaunen (Bugs Bunny’s Lunar Tunes, mit Realszenen)
- 1992: Bugs Bunnys haarsträubende Geschichten (Bugs Bunny’s Creature Features)

### Weitere
- 1986: Bugs Bunny/Looney Tunes 50th Anniversary (mit Star-Interviews)
- 1990: Happy Birthday Bugs (Happy Birthday, Bugs!: 50 Looney Years, mit Realszenen und Stars)
- 2003: Cartoon Network’s Funniest Bloopers and Other Embarrassing Moments (mit Realszenen)

## Direct-to-Videos
- 1997: Bugs Bunny’s Elephant Parade (Realfilm/Natur-Lehrfilm)
- 1997: Bugs Bunny’s Silly Seals (Realfilm/Natur-Lehrfilm)
- 1998: Sing-Along – Quest for Camelot
- 1998: Sing-Along – Looney Tunes
- 2000: Tweety’s High-Flying Adventure (Kurzauftritt)
- 2003: Baby Looney Tunes – Ein Ei-genartiges Abenteuer (Baby Looney Tunes’ Eggs-traordinary Adventure, als Baby)
- 2003: Looney Tunes: Reality Check (Webtoons-Kompilationsfilm)
- 2003: Looney Tunes: Stranger Than Fiction (Webtoons-Kompilationsfilm)
- 2006: Bah, Humduck! A Looney Tunes Christmas
- 2015: Looney Tunes – Hasenjagd (Looney Tunes: Rabbits Run)

## Realfilme/Animationsfilme
- 1996: Space Jam
- 2003: Looney Tunes: Back in Action
- 2021: Space Jam: A New Legacy

### Weitere
- 1988: Falsches Spiel mit Roger Rabbit (Who Framed Roger Rabbit, Kurzauftritt)
- 1990: Gremlins 2 – Die Rückkehr der kleinen Monster (Gremlins 2 – The New Batch, Kurzauftritt)

## Dokumentarfilme
- 1975: Bugs Bunny: Superstar (Kino-Dokumentarfilm/Kompilationsfilm)
- 1989: Bugs & Daffy: The Wartime Cartoons (Dokumentarfilm/Kompilationsfilm)
- 1991: Chuck Amuck: The Movie
- 2000: Chuck Jones: Extremes & Inbetweens – A Life in Animation (mit Stars)

## Webtoons
Anfang der 2000er Jahre wurden auf der Looney-Tunes-Website mehrere Webtoons veröffentlicht:
- 2001: Mysterious Phenomena of the Unexplained #1–7
- 2001: The Junkyard Run #1–3
- 2001: Toon Marooned #1–10
- 2001: Judge Granny #3
- 2001: Planet of the Taz #1–3
- 2002: Sports Blab #1–2
- 2002: Tech Suppork (Kurzauftritt)
- 2002–2003: The Royal Mallard #1, 3, 4 und 5 (Kurzauftritt)
- 2003: Aluminum Chef #1–2
- 2003: Tear Factor
- 2004: H2Uh-Oh!
- 2004: Multiplex Mallard
- 2004: Parallel Porked
- 2004: Wile E. Coyote Ugly
- 2004: Yosemite Slam
- 2005: Daffy Dentist D.D.S.
- 2005: Dux’s Tux’s
- 2005: Fast Feud
- 2005: Grand Master Rabbit
- 2005: Malltown and Tazboy (Kurzauftritt)
- 2005: Maximum Tazocity
- 2005: Snow Business
- 2005: Stunt Duck